# 埃寨刀脂鯉
埃寨刀脂鯉（学名：Psectrogaster essequibensis），為輻鰭魚綱脂鯉目脂鯉亞目無齒脂鯉科的其中一個種，分布於南美洲埃塞奎博河及亞馬遜河流域，體長可達16.9公分，棲息在底中層水域，以生活習性不明。